# Episodi di Hero Inside (seconda stagione)
La seconda stagione di Hero Inside è stata trasmessa in prima visione assoluta su Cartoon Network negli Stati Uniti d'America dal 25 settembre 2024, mentre in Italia sulla rete televisiva Boing nell'aprile 2025.
| nº | Titolo originale                 | Titolo italiano                    | Prima TV USA      | Prima TV Italia |
| -- | -------------------------------- | ---------------------------------- | ----------------- | --------------- |
| 1  | Strawberry On The Air            | Fragola nell'aria                  | 25 settembre 2024 | 22 aprile 2025  |
| 2  | Criminals & Chameleon            | Criminali e camaleonti             | 25 settembre 2024 | 23 aprile 2025  |
| 3  | Hard-Hitting Interview           | Interviste                         | 25 settembre 2024 | 23 aprile 2025  |
| 4  | The Good, the Bad, and the Jelly | Il buono, il cattivo e la gelatina | 25 settembre 2024 | 24 aprile 2025  |
| 5  | Coin Robber                      | Un'oscura minaccia                 | 25 settembre 2024 | 24 aprile 2025  |
| 6  | Dizzy Donut Clues                | Scontro in giardino                | 25 settembre 2024 | 28 aprile 2025  |
| 7  | Special Delivery                 | Consegna speciale                  |                   | 28 aprile 2025  |
| 8  | Get The Book!                    | Tutti contro tutti                 | 29 aprile 2025    |                 |
| 9  | Battle On The Bridge             | Scontro finale                     | 29 aprile 2025    |                 |

## Fragola nell'aria
Mike e Lucy fanno squadra e salvano un aeroplano da uno schianto, ma qualcuno inizia a muoversi nell'ombra.

## Scontro in giardino
Mike, Nick e Lucy vengono contattati da una lettrice, ma mentre sono da lei irrompe Papà Fumetto e parte uno scontro in giardino. Un eroe proverà a mettere in salvo le piante.

## Consegna speciale
Mike, Lucy e Nick vanno a chiedere di Scott al vecchio proprietario del negozio di ciambelle mentre SuperNerd e Movieman lottano contro Krista e Timo.

## Tutti contro tutti
super Scott attacca con il suo comicalize e colpisce lacriman laki usa il suo comicalize e sconfigge super Scott che pero e un robot che esplode ferendo il bambino poi arrivano copie dei fumetti di Mike e di luci comandate dal vero super Scott quindi tutti i fumetti vengono sconfitti pure mr Justice che non riesce a sconfiggere super Scott neanche con il suo comicalize perché super scotto dopo le torture e diventato più forte però in aiuto dei nostri eroi arrivano il bambino e la ragazza il bambino con gelatina sconfigge laki mentre la ragazza con testa calda batte uomo colibrì lacriman e mr Justice le copie per precisione sconfiggono sia la ragazza che il bambino un'esplosione distrugge la zona tutti vengono atterrati tranne super Scott che vede arrivare mr apocalisse che dice basta giocare finiscili super Scott dice dici solo cazzate e usa il suo comicalize ma mr apocalisse lo tanka senza problemi e usa il suo comicalize che uccide completamente super Scott che dopo le torture era diventato umano mr apocalisse si apresta a finire i nostri eroi ma quando si gira rimangono solo le copie fine capitolo

## Scontro finale
Tutti vogliono evocare Super Scott, ma nessuno ci riesce. Quando Cynthia riesce nell'intento, l'eroe è troppo potente per chiunque, ma la vera giustizia non si arrende mai.